# Bayonvillers
Bayonvillers (picardisch: Bayonvili) ist eine nordfranzösische Gemeinde mit 337 Einwohnern (Stand 1. Januar 2022) im Département Somme in der Region Hauts-de-France. Die Gemeinde liegt im Arrondissement Péronne, gehört zum Kanton Moreuil und ist Teil der Communauté de communes Terre de Picardie.

## Geographie
Die Gemeinde liegt in der landwirtschaftlich geprägten Landschaft Santerre rund 10 km nordwestlich von Rosières-en-Santerre an der Départementsstraße D337. Das Gemeindegebiet wird von der Autoroute A29 durchzogen und erstreckt sich im Norden über die Départementsstraße D1029 (frühere Route nationale 29) hinaus.

## Einwohner
| 1962 | 1968 | 1975 | 1982 | 1990 | 1999 | 2006 | 2010 |
| ---- | ---- | ---- | ---- | ---- | ---- | ---- | ---- |
| 391  | 368  | 288  | 295  | 269  | 345  | 355  | 355  |

## Verwaltung
Bürgermeister (maire) ist seit 2008 Dominique Terrier.

## Persönlichkeiten
- Amable Nicolas Lhomond, Teilnehmer an Napoleons Ägyptenfeldzug, 1770 hier geboren.